# Sierra de Lousã
La Sierra de Lousã es una elevación de Portugal Continental, con 1205 m de altitud en el punto más elevado (Trevim). Se localiza en la zona transición del distrito de Coímbra para el de Leiría. Integra el sistema montañoso lusitano-español del Sistema Central. Esta sierra se sitúa en los municipios de Miranda do Corvo, Lousã, Góis, Castanheira de Pêra y Figueiró dos Vinhos.

## Fauna y Flora
En la década de 1990 fueron reintroducidos cérvidos, más precisamente venados (Cervus elaphus) y corzos (Capreolus capreolus) en la Sierra de la Lousã, viviendo en total libertad.
Existe una gran diversidad de especies muchas endémicas y otras introducidas.
El Club del Ambiente "El Girassol" de la Agrupación de Escuelas de Castanheira de Pêra, ha realizado diversos trabajos sobre este espacio natural, particularmente a respecto del registro de la flora y de la fauna.

### Flora
Respecto a la flora endémica esta es típicamente mediterránea (roble portugués, madroño, plantas odoríferas y alcornoque); en las partes más altas hay plantas casi exclusivamente de la Sierra los urzais, tojais, giestais y carquejais; por fin, el ser humano ha introducido diversos tipos de pinos, acácias, abetos, eucaliptos, cedros y muchas otras especies.

### Fauna
- Mamíferos: jabalí, zorro, corzo y venado...;
- Aves: Azor, rapaces nocturnas, mirlo...;
- Anfíbios: Rana, salamandra lusitana...;
- Réptiles: Salamanquesa, culebra bastarda, cágado, víbora cornuda, lagartija; etc.

## Clima
Es de clima mediterráneo, con temperaturas médias de inviernos suaves entre 9º y 11º  y veranos cálidos entre 20º y 22º. Es una región con bastantes precipitaciones (1000-1800 mm), generalmente las estaciones con mayor lluvia son el otoño, invierno y comienzo de primavera. Hay hielo en otoño e invierno, y puede nevar en esta última estación ocasionalmente en los puntos más altos de la Sierra de Lousã.

## A Serra, a nossa casa
“As aldeias de xisto, a serra, os caminhos íngremes e estreitos compunham a paisagem das gentes serranas. Por estes velhos caminhos se uniam as aldeias dispersas nas vertentes da serra, se chegava aos socalcos cultivados, aos soutos, ou aos moinhos escondidos nos meandros das ribeiras. Por eles se descia à vila para negociar o carvão produzido na serra.”
in Quercus, 1996.

Las Aldeas de Xisto localizadas en el interior de la Sierra estaban habitadas por pastores serranos y como cada aldea estaba bastante alejada de la otra y/o los caminos eran inhóspitos había pequeños caminos de tierra entre las aldeas, esenciales para la comunicación y comercio de los habitantes serranos sino también sobre la comunicación con los núcleos más urbanos como Lousã.

## Turismo
Sobre el sector turístico su património historio y cultural más conocido son las Aldeas de Xisto; respecto a lo que se ha referido anteriormente se pueden recorrer los caminos serranos estando señalizados y son en general accesibles.

## Relacionado
- Municipio de la Lousã
- Serra da Lousã
- Aldeas de Xisto

- Datos: Q10370357
- Multimedia: Serra da Lousã / Q10370357